# Presbytis robinsoni
Presbytis robinsoni is een zoogdier uit de familie van de apen van de Oude Wereld (Cercopithecidae). De wetenschappelijke naam van de soort werd voor het eerst geldig gepubliceerd door Oldfield Thomas in 1910.

## Voorkomen
De soort komt voor op het Landengte van Kra, in noordelijk Maleisië, zuidelijk Myanmar en Thailand.